# Kim Chol-bom
Kim Chol-bom (* 13. Februar 1985) ist ein nordkoreanischer Eishockeyspieler, der zuletzt bis 2014 für Taesongsan in der nordkoreanischen Eishockeyliga spielte.

## Karriere
Kim Chol-bom debütierte als 23-Jähriger bei der Weltmeisterschaft 2008 in der Division III für die nordkoreanische Nationalmannschaft und stieg mit dem Team prompt in die Division II auf. Dort konnte sich die Mannschaft 2009 nicht halten und stieg ohne Punktgewinn wieder ab, auch wenn die Spiele gegen Israel und Island nur mit einem Tor Unterschied verloren wurden. Aber 2010 gelang der erneute Aufstieg. Dort traten die Nordkoreaner 2011 aus finanziellen Gründen jedoch nicht an. So stand er auch 2012, 2013 und 2014 für die Ostasiaten in der untersten Spielklasse auf dem Eis.
Auf Vereinsebene spielte Kim für Taesongsan in der nordkoreanischen Eishockeyliga.

## Erfolge und Auszeichnungen
- 2008 Aufstieg in die Division II bei der Weltmeisterschaft der Division III
- 2010 Aufstieg in die Division II bei der Weltmeisterschaft der Division III, Gruppe B